# Axel Nordvall
Axel Robert Nordvall, född 8 september 1870 i Lysekil, Göteborgs och Bohus län, död 31 juli 1938 i Stockholm, var en svensk entreprenör och företagsledare.
Nordvall genomgick handelsutbildning och grundade 1899 företaget Svenska Carbid & Acetylén AB i Göteborg, senare beläget i Järla, för att tillverka gasdrivna mindre belysningsanläggningar för bland annat järnvägsvagnar. Gustaf Dalén anställdes som överingenjör i bolaget. År 1904 ombildades bolaget till Gasaccumulator AB och 1909 till Svenska AB Gasaccumulator (AGA). Nordvall var försäljningschef för dessa företag från 1904 till 1917.
Nordvall var 1917–1918 direktör för AB Transmarinkompaniet och anlitades 1918–1919 som Statens underhandlare vid traktat- och handelsunderhandlingar med USA.
Åren under första världskriget ägnade sig Nordvall åt diverse emissionsaffärer som ledde till att han blev ruinerad. Axel Nordvall är begravd på Djursholms begravningsplats.